# Capronia chlorospora
Capronia chlorospora är en lavart som först beskrevs av Ellis och Benjamin Matlack Everhart, och fick sitt nu gällande namn av Margaret E. Barr. Capronia chlorospora ingår i släktet Capronia, och familjen Herpotrichiellaceae. Arten är reproducerande i Sverige.